# Programa de Adaptación al Cambio Climático
El Programa de Adaptación al Cambio Climático (PACC) es un programa público peruano que contribuye a consolidar la base de vida y reducir la vulnerabilidad de los estratos sociales de mediana y alta pobreza en las áreas de trabajo del programa, disminuyendo de esta forma la migración por afectaciones ambientales ocasionadas por el cambio climático.
El PACC es una iniciativa del Ministerio del Ambiente (MINAM) y de la Agencia Suiza para el Desarrollo y la Cooperación. El programa busca implementar medidas de adaptación al cambio climático y contribuir en la formación de políticas públicas vinculadas al cambio climático.
El PACC se inició en 2009 durante la gestión del expresidente Alan García, y hoy ha consolidado un gran capital social, tanto dentro como fuera del Gobierno, y ha afianzado el aporte de los líderes comunales en las dos regiones de intervención (Cusco y Apurímac). El objetivo específico es lograr que poblaciones e instituciones públicas y privadas de las regiones Cusco y Apurímac implementen medidas de adaptación al cambio climático.